# Liste von Altertumswissenschaftlern und Archäologen
Diese Seite umfasst eine Liste bedeutender Altertumswissenschaftler und Archäologen unter Angabe ihrer Nationalität und Lebensdaten. Sie berücksichtigt die folgenden Tätigkeitsfelder: Altägypten, Vorder- und Zentralasien, Arabien, Nordafrika, klassische Antike, „Randvölker“ wie Kelten, Germanen und Skythen sowie die Fortsetzung der klassischen Antike im Byzantinischen Reich, das Mittelalter und die gesamte Ur-/Vor- und Frühgeschichte (inklusive Paläoanthropologie).
Forschungsreisende, Amateure, Autodidakten, Dilettanten, Mäzene und andere Personen, die zwar einen Beitrag zur Erforschung des Fachgebietes geleistet haben – und nicht selten Grundlagenarbeit geleistet haben – werden den Hauptabschnitten vorangestellt und nicht unter die eigentlichen Wissenschaftler eingeordnet. Vor allem für die Zeit des 18. und 19. Jahrhunderts, in der sich die Wissenschaften herausbildeten, sind die Grenzen oft fließend und nicht immer genau zu ziehen.

## Evolution – Ur-, Vor- und Frühgeschichte

### Paläogenetiker (Molekulararchäologen)
- Barbara Bramanti (Italienerin)
- Joachim Burger (Deutscher, * 1969)
- Wolfgang Haak (Deutscher, * 1973)
- Michael Hofreiter (Deutscher, * 1973)
- Johannes Krause (Deutscher, * 1980)
- Svante Pääbo (Schwede, * 1955)
- Carsten Pusch (Deutscher, * 1969)
- Mark Stoneking (US-Amerikaner, * 1956)

### Paläoanthropologen
Siehe Liste bekannter Paläoanthropologen

### Prähistoriker/Prähistorische Archäologen
Siehe Liste bekannter Prähistoriker

## Ägyptologie und Altorientalistik
- Henri Frankfort (Niederländer, 1897–1954)
- Carsten Niebuhr (Deutscher, 1733–1815)

### Ägyptologen/Sudanarchäologen/Koptologen
Siehe Liste bekannter Ägyptologen

### Altorientalisten/Assyriologen
Siehe Liste bekannter Altorientalisten

### Vorderasiatische Archäologen
Siehe Liste bekannter Vorderasiatischer Archäologen

### Hethitologen
Siehe Liste bekannter Hethitologen

### Biblische Archäologie/Archäologie der Levante
- Mosche Dothan (Israeli, 1919–1999)
- Trude Dothan (Israelin, 1922–2016)
- Israel Finkelstein (Israeli, * 1949)
- Volkmar Fritz (Deutscher, 1938–2007)
- Kurt Galling (Deutscher, 1900–1987)
- Nelson Glueck (US-Amerikaner, 1900–1971)
- Jutta Häser (Deutsche, * 1961)
- James Karl Hoffmeier (US-Amerikaner, * 1951)
- Ulrich Hübner (Deutscher, * 1952)
- Jigael Jadin (Israeli, 1917–1984)
- Ehud Netzer (Israeli, 1934–2010)
- James B. Pritchard (US-Amerikaner, 1909–1997)
- Dieter Vieweger (Deutscher, * 1958)
- Wolfgang Zwickel (Deutscher, * 1957)

## Altes Amerika

### Altamerikanisten
Siehe Liste bekannter Altamerikanisten

## Klassische Antike
- Andreas Alföldi (Ungar, 1895–1981)
- Robert Drews (US-Amerikaner, * 1936)
- Ludwig Friedländer (Deutscher, 1824–1909)
- Michael Grant (Brite, 1914–2004)
- Johannes Irmscher (Deutscher, 1920–2000)

### Klassische Philologen/Altphilologen/Latinisten/Gräzisten
Siehe Liste Klassischer Philologen und Kategorie:Altphilologe

### Althistoriker
Siehe Liste bekannter Althistoriker

### Mykenologen
Siehe Liste bekannter Mykenologen

### Religionshistoriker (Antike)
Siehe Liste bekannter Forscher zu den antiken Religionen

### Patristiker (Alte Kirchengeschichte)
Siehe Liste bekannter Patristiker
- Hans Achelis (Deutscher 1865–1937)
- Carl Andresen (Deutsch-Däne, 1909–1985)
- Norbert Brox (Deutscher, 1935–2006)
- Ernst Dassmann (Deutscher, * 1931)
- Michael Durst (Deutscher, * 1953)
- Michael Fiedrowicz (* 1957)
- William Horbury (* 1942)
- Christoph Markschies (Deutscher, * 1962)
- Georg Schöllgen (Deutscher, * 1951)
- Friedhelm Winkelmann (Deutscher, 1929–2025)
- Gregor Wurst (Deutscher, * 1964)

### Rechtshistoriker (Antike)
- Johann Jakob Bachofen (Schweizer, 1818–1887)
- Okko Behrends (Deutscher, * 1939)
- August Böckh (Deutscher, 1785–1867)
- Rykle Borger (Niederländer, 1929–2010)
- Rolf Knütel (Deutscher, 1939–2019)
- Wolfgang Kunkel (Deutscher, 1902–1981)
- Detlef Liebs (Deutscher, * 1936)
- Ulrich Manthe (Deutscher, * 1947)
- Bruno Meissner (Deutscher, 1868–1947)
- Theodor Mommsen (Deutscher, 1817–1903)
- Dieter Nörr (Deutscher, 1931–2017)
- Friedrich Preisigke (Deutscher, 1856–1924)
- Martin Schermaier (Österreicher, * 1963)
- Franz Wieacker (Deutscher, 1908–1994)
- Reinhard Zimmermann (Deutscher, * 1952)

### Philosophiehistoriker (Antike)
Siehe Liste bekannter Forscher zur antiken Philosophie

### Klassische Archäologen
Siehe Liste bekannter Klassischer Archäologen

### Bauforscher, Bauhistoriker
Siehe Liste bekannter Bauforscher

### Provinzialrömische Archäologen
Siehe Liste bekannter Provinzialrömischer Archäologen

### Etruskologen
Siehe Liste bekannter Etruskologen

### Thrakologen
- Alexandar Nikolaew Fol (Bulgare, 1933–2006)
- Manfred Oppermann (Deutscher, * 1941)

### Keltologen
Siehe Keltologie

### Christliche Archäologen
Siehe Liste bekannter Christlicher Archäologen

### Epigraphiker
Siehe Liste bekannter Epigraphiker

### Numismatiker
Siehe Liste bekannter Numismatiker

### Papyrologen
Siehe Liste bekannter Papyrologen

### Byzantinisten/Byzantinische Archäologen
Siehe Liste bekannter Byzantinisten

## Mittelalter

### Mittelalterarchäologen
Siehe Liste bekannter Mittelalterarchäologen

### Islamarchäologen
- Klaus Brisch (Deutscher, 1923–2001)
- Volkmar Enderlein (Deutscher, * 1936)
- Christian Ewert (Deutscher, 1935–2006)
- Ernst Herzfeld (Deutscher, 1879–1948)
- Jangar Ilyasov
- Lorenz Korn (Deutscher, * 1966)
- Michael Meinecke (Deutscher, 1941–1995)
- Friedrich Sarre (1865–1945)

### Lateinische Philologen des Mittelalters und der Neuzeit
siehe Kategorie:Mittellateinischer Philologe

## Spezialarchäologien

### Archäologie der Neuzeit/Historical Archaeology
- Gottfried Artner (Österreicher)
- Kathleen Deagan (USA)
- James Deetz (US-Amerikaner, 1930–2000)
- Dan Hicks (Brite, * 1972)
- Ronald Hirte (Deutscher)
- Luitgard Löw (Deutsche)
- Dieter Josef Martin (Deutscher)
- Natascha Mehler (Deutsche, * 1970)
- Carola Metzner-Nebelsick (Deutsche, * 1962)
- Barbara Scholkmann (Deutsche, * 1941)
- Rainer Schreg (Deutscher, * 1969)
- Stanley South (US-Amerikaner, 1928–2016)
- Claudia Theune (Deutsche, * 1959)

### Orientarchäologen
(ohne Vorderasiatische Archäologen, siehe entsprechende Liste)
- Burchard Brentjes (Deutscher, 1929–2012)
- Johann Ludwig Burckhardt (Schweizer, 1784–1817)
- Albert Grünwedel (Deutscher, 1856–1935)
- Kim Won-yong (Koreaner, 1922–1993)
- Pjotr Kusmitsch Koslow (Russe, 1863–1935)
- Albert von Le Coq (Deutscher, 1860–1930)
- Michail Masson, (UdSSR, 1897–1986)
- Aurel Stein (Ungar/Brite, 1862–1943)
- Sergei Pawlowitsch Tolstow (Russe, 1907–1976)

### Archäologen mit Schwerpunkt Süd- und Südostasien
- Jean Boisselier (Franzose, 1912–1996)
- George Cœdès (Franzose, 1886–1969)
- Alexander Cunningham (Brite, 1814–1893)
- Klaus Fischer (Deutscher, 1919–1993)
- Bernard Philippe Groslier (Franzose, 1926–1986)
- George Groslier (Franzose, 1887–1945)
- Robert von Heine-Geldern (Österreicher, 1885–1968)
- Charles Higham (Brite/Neuseeländer, * 1939)
- Edouard Huber (Schweizer, 1879–1914)
- Michael Jansen (Deutscher, 1947–2022)
- Braj Basi Lal (Inder, 1921–2022)
- John Marshall (Brite, 1876–1958)
- Mortimer Wheeler (Brite, 1890–1976)

### Unterwasser- und Schiffsarchäologen
Siehe Liste von Unterwasser- und Schiffsarchäologen

### Geoarchäologen
- Alexander Binsteiner (Deutscher, * 1956)
- Renate Gerlach (Deutsche, * 1957)
- Stefan Kröpelin (Deutscher, * 1952)
- Karsten Lambers
- Eberhard Zangger (Deutscher, * 1958)

### Musikarchäologen
- Ricardo Eichmann (Deutscher, * 1955)
- Ellen Hickmann (Deutsche, 1934–2017)
- Hans Hickmann (Deutscher, 1908–1968)

### Industrie- und Montanarchäologen
Siehe Liste bekannter Montanarchäologen

### Experimentalarchäologen
- Frank Andraschko (Deutscher)
- Emmett Callahan (US-Amerikaner, * 1937)
- Robert Graf (Deutscher)
- Wulf Hein (Deutscher)
- Marcus Junkelmann (Deutscher, * 1949)
- Jens Lüning (Deutscher, * 1938)
- Marquardt Lund (Deutscher)
- Harm Paulsen (Deutscher, * 1941)
- Jean-Loup Ringot (Franzose)
- Friedrich Seeberger (Deutscher, 1938–2007)
- Jürgen Weiner (Deutscher, 1947–2023)

### Archäozoologen/Archäobiologen/Osteologen
- Rose-Marie Arbogast (Französin)
- Frédérique Audoin-Rouzeau (Französin, * 1957) alias Fred Vargas
- Henriette Baron
- Hans-Joachim Barthel
- Dorothea Bate (Britin, 1878–1951)
- Cornelia Becker
- Norbert Benecke (Deutscher, * 1954)
- Hubert Berke
- Joachim Boessneck (Deutscher)
- Monika Doll (Deutschland)
- Angela von den Driesch (Deutsche, 1934–2012)
- Renate Ebersbach (Deutsche, 1934–2012)
- Gerhard Forstenpointner (Österreicher)
- Gero Hanschke
- Salima Ikram (Pakistanerin, * 1965)
- Hans-Christian Küchelmann (Deutscher, * 1963)
- Cheryl Makarewicz
- Marjan Mashkour (Iran)
- Paul Parmalee (USA, 1926–2006)
- Joris Peters
- Peter Rowley-Conwy (Brite, * 1951)
- Lidar Sapir-Hen (Israelin)
- Jörg Schibler (Schweizer)
- Elisabeth Schmid (Schweizerin, 1912–1994)
- Jordi Serangeli
- Hans-Peter Uerpmann (Deutscher, * 1941)
- Joachim Wahl
- Jean Zammit (Franzose)

### Archäometallurgen und Archäometriker
Siehe Liste von Archäometrikern und Archäometallurgen

### Luftbildarchäologen
- Otto Braasch (Deutscher, 1936–2021)
- Osbert Crawford (Engländer, 1886–1957)
- Michael Doneus (Österreicher, * 1967)
- Heinz-Dieter Freese, (Deutscher, * 1957)
- Herwig Friesinger (Österreicher, * 1942)
- Georg Gerster (Schweizer, 1928–2019)
- Walter Irlinger (Deutscher, * 1957)
- Klaus Leidorf (Deutscher, * 1956)
- Hakan Öge (Türke, * 1964)
- Ralf Schwarz (Deutscher, * 1959)
- Irwin Scollar (US-Amerikaner, 1928–2021)
- Walter Sölter (Deutscher, 1930–1988)
- Baoquan Song (Chinese, Deutscher, * 1961)

Spezialgebiet Satellitenarchäologie:
- Alice Gorman (Australierin, * 1964)
- Sarah Parcak (US-Amerikanerin, * 1979)

### Archäoinformatiker
- Gary Lock (Engländer)
- Hans Kamermans (Niederländer)
- Martin Kuna (Tscheche)
- Clive Orton (Engländer)
- Silvia Polla (Italienerin)
- David Wheatley (Engländer)

### Palynologen/Paläobotaniker/Pollenanalytiker
Siehe Liste bekannter Palynologen, Palynomorphologen und Paläobotaniker

### Dendrochronologen
Siehe Liste bekannter Dendrochronologen

### Ethnoarchäologen
- Brenda Bowser
- Nicholas David
- Seetha Reddy
- Polly Wiessner (US-Amerikanerin, * 1947)

## Ethnologen/Völkerkundler
Siehe Liste von Ethnologen